# Bildfusion

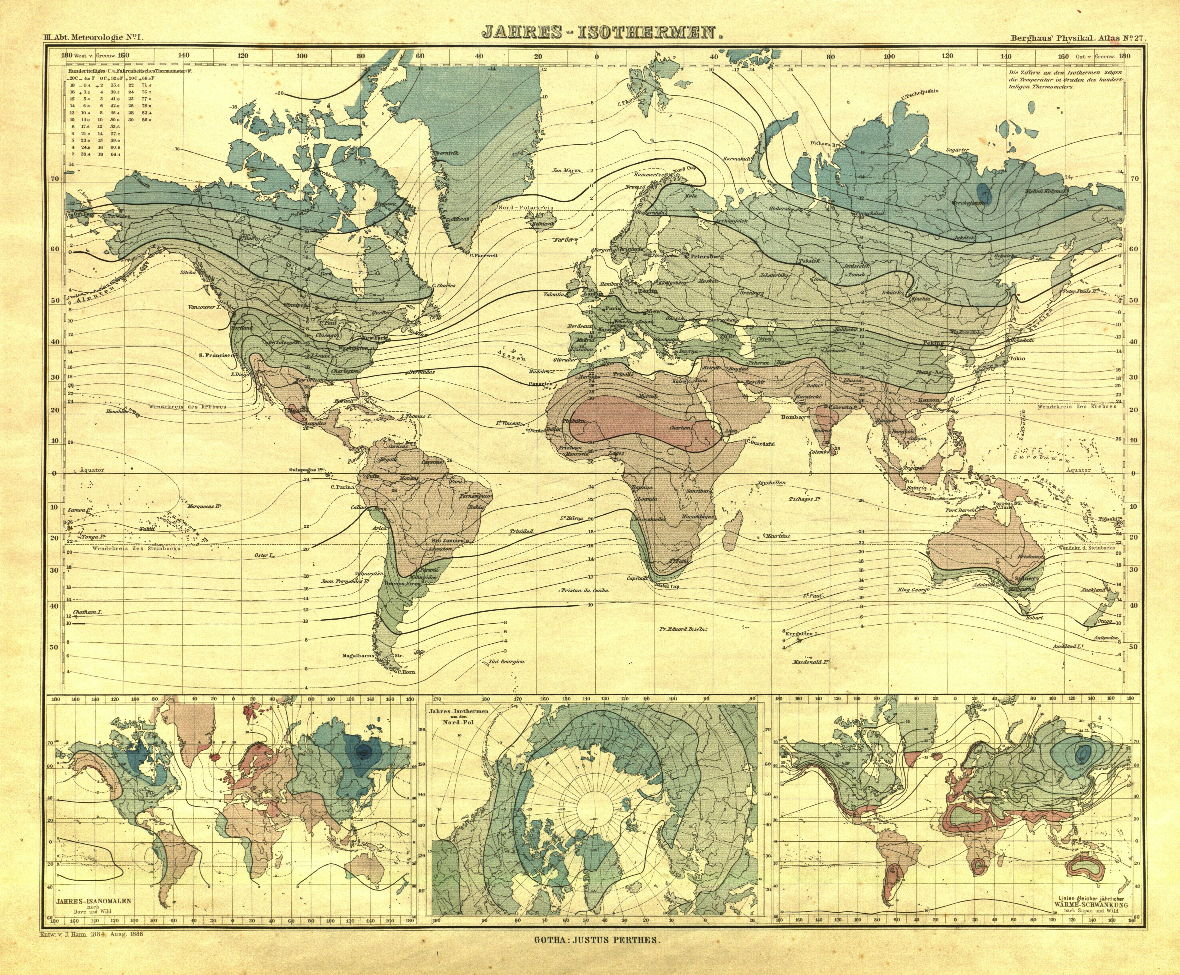
Frühes Beispiel von Bildfusion: Atlas der Meteorologie von 1887; der Verlauf der Isothermen wird mit einer Landkarte fusioniert

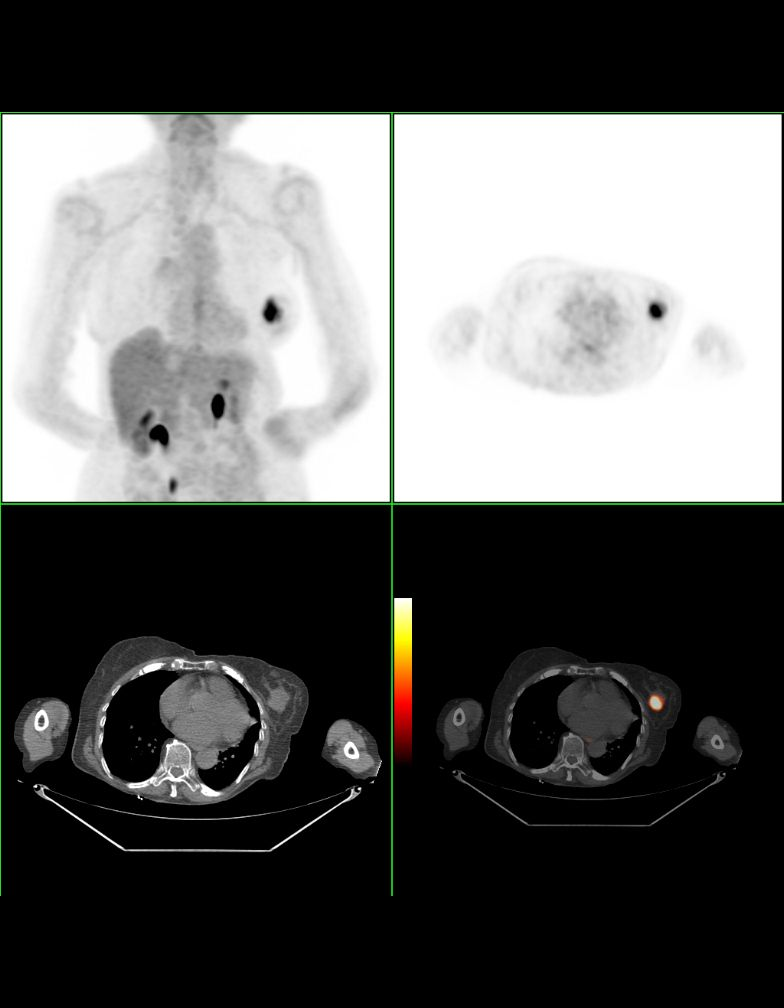
Fusionsbild aus Computertomogramm und Positronenemissionsbild bei der PET/CT

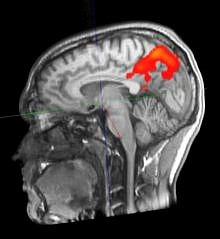
Fusionsbild aus klassischer MRT-Aufnahme und Funktioneller Magnetresonanztomographie, fMRT

Die Bildfusion ist eine Darstellungsform, die beispielsweise in der Meteorologie und der medizinischen Bildgebung benutzt wird. Bildserien unterschiedlicher Bildmodalitäten werden zu einer neuen Serie kombiniert, um die jeweiligen Vorteile zu verbinden. Das fusionierte Bild enthält im Hintergrund meist die Bildinformation einer Modalität mit hoher anatomischer Detailauflösung, wie zum Beispiel von computertomografischen oder magnetresonanztomografischen Aufnahmen.
Im Bildvordergrund wird eine Bildserie (oft farbig) überlagert oder eingeblendet, die funktionelle Bilddaten mit wenig anatomischen Informationen enthält. Es können dies zum Beispiel Positronen-Emissions-Tomografie-, SPECT- oder fMRT-Aufnahmen sein. Bei Wetterkarten werden Luftdruckverlauf, Windgeschwindigkeiten oder Wolkenbedeckung über eine Landkarte gelegt, um die Daten auf diese Weise regional zuordenbar zu machen.
Wenn die Zuordnung einander entsprechender Bildpunkte zu fusionierender Bildmodalitäten nicht durch identische Aufnahmeparameter erfolgen kann, muss vor der Bildfusion eine Bildregistrierung erfolgen. Hierfür existieren verschiedene mathematische Verfahren.